# Monatsschrift Kinderheilkunde
Die Monatsschrift Kinderheilkunde (von 1902 bis 1980: Monatsschrift für Kinderheilkunde) ist eine Fachzeitschrift im Bereich der Pädiatrie und dient zur Fortbildung der in diesem Bereich tätigen Ärzte. Sie ist das Organ der Deutschen Gesellschaft für Kinder- und Jugendmedizin (DGKJ) und der Österreichischen Gesellschaft für Kinder- und Jugendheilkunde (ÖGKJ). Sie erscheint monatlich beim Springer Medizin Verlag. Die erste Ausgabe erschien im Dezember 1902.